# Ghiacciaio Commandant Charcot
Il ghiacciaio Commandant Charcot è un ghiacciaio situato sulla costa della Terra di Adelia, in Antartide. Si tratta di un ghiacciaio lungo circa 22 km e largo 6 che, partendo dall'altopiano continentale, fluisce verso nord-nord-ovest fino ad entrare in mare nella baia di Paul-Emile Victor, poco a est del ghiacciaio Pourquoi Pas.

## Storia
Il ghiacciaio Commandant Charcot è stato avvistato per la prima volta nel 1840 nel corso della spedizione esplorativa francese comandata da Jules Dumont d'Urville, il quale comunque, stando alle mappe da egli tracciate della costa, non lo riconobbe come un ghiacciaio. Successivamente esso fu fotografato durante ricognizioni aeree effettuate nel corso dell'Operazione Highjump nel gennaio del 1947, e quindi mappato più nel dettaglio durante una spedizione francese svolta dal 1952 al 1953 al comando di Mario Marret, che raggiunse il ghiacciaio nel dicembre del 1952. In seguito esso è stato così battezzato dal Comitato consultivo dei nomi antartici in onore del Commandant Charcot, la nave utilizzata dalle spedizioni esplorative francesi svoltasi tra il 1948 e il 1952.